# Arns rike
Arns rike är en svensk TV-serie från 2004.

## Handling
Filmen är en historieresa i Sverige under 1100-talet, då bland annat kristendomen gjorde sitt intåg.

## Om TV-serien
Serien spelades in på Axevalla hed och i Uppsala. Den är i fem delar och visades på TV4 under fem veckor den 12 januari - 9 februari 2004.

## Rollista
- Jan Guillou - sig själv
- Peter Englund - sig själv
- Gunnar Eriksson - sig själv